# Nușeni
Nușeni (węg. Apanagyfalu) – wieś w Rumunii, w okręgu Bistrița-Năsăud, w gminie Nușeni. W 2011 roku liczyła 1002 mieszkańców.